# Venezuela en los Juegos Olímpicos de Melbourne 1956
Venezuela participó por tercera vez consecutiva en unos Juegos Olímpicos en la XVI edición desarrollada en Melbourne, Australia. Su delegación consistió en 22 atletas, todos hombres, participando en 5 deportes.
Por primera vez, Venezuela envió representantes para participar en los deportes de equitación. No mandaría otro hasta las Olimpíadas de Seúl 1988.
El abanderado fue Rafael Romero, quien participó en las competiciones de atletismo en las modalidades de 100 m y 200 m.

## Atletas
La siguiente tabla muestra el número de atletas en cada disciplina:
| Deporte    | Hombres | Mujeres | Total |
| ---------- | ------- | ------- | ----- |
| Atletismo  | 5       | 0       | 5     |
| Boxeo      | 2       | 0       | 2     |
| Ciclismo   | 4       | 0       | 4     |
| Equitación | 3       | 0       | 3     |
| Tiro       | 9       | 0       | 9     |
| Total      | 23      | 0       | 23    |

## Deportes

### Atletismo

#### Pista
Masculino
| Atleta                                                     | Evento                | Primera ronda | Primera ronda | Cuartos de final | Cuartos de final | Semifinales  | Semifinales  | Final        | Final        |
| Atleta                                                     | Evento                | Tiempo        | Pos.          | Tiempo           | Pos.             | Tiempo       | Pos.         | Tiempo       | Pos.         |
| ---------------------------------------------------------- | --------------------- | ------------- | ------------- | ---------------- | ---------------- | ------------ | ------------ | ------------ | ------------ |
| Clive Bonas                                                | 100 m libre masculino | 11.17         | 3 H7          | No avanzó        | No avanzó        | No avanzó    | No avanzó    | No avanzó    | No avanzó    |
| Rafael Romero                                              | 100 m libre masculino | 11.149        | 4 H3          | No avanzó        | No avanzó        | No avanzó    | No avanzó    | No avanzó    | No avanzó    |
| Rafael Romero                                              | 200 m libre masculino | 21.87         | 3 H10         | No avanzó        | No avanzó        | No avanzó    | No avanzó    | No avanzó    | No avanzó    |
| Apolinar Solórzano                                         | 200 m libre masculino | S/M           | DC            | No avanzó        | No avanzó        | No avanzó    | No avanzó    | No avanzó    | No avanzó    |
| Alfonso Bruno Apolinar Solórzano Clive Bonas Rafael Romero | 4 × 100 m relevos     | 42.0          | 4 H1          | No avanzaron     | No avanzaron     | No avanzaron | No avanzaron | No avanzaron | No avanzaron |
| Asnoldo Devonish                                           | Salto de longitud     | No avanzó     | No avanzó     | No avanzó        | No avanzó        | No avanzó    | No avanzó    | No avanzó    | No avanzó    |
| Asnoldo Devonish                                           | Salto triple          | No avanzó     | No avanzó     | No avanzó        | No avanzó        | No avanzó    | No avanzó    | No avanzó    | No avanzó    |

### Boxeo
| Atleta           | Evento             | Primera ronda      | Repechaje          | Segunda ronda      | Cuartos de final   | Semifinales        | Final              |
| Atleta           | Oponente Resultado | Oponente Resultado | Oponente Resultado | Oponente Resultado | Oponente Resultado | Oponente Resultado | Oponente Resultado |
| ---------------- | ------------------ | ------------------ | ------------------ | ------------------ | ------------------ | ------------------ | ------------------ |
| Carlos Rodríguez | Peso superligero   | Petersen (DEN) P   | No avanzó          | No avanzó          | No avanzó          | No avanzó          | No avanzó          |
| Enrique Tovar    | Peso wélter        | Lane (USA) P       | No avanzó          | No avanzó          | No avanzó          | No avanzó          | No avanzó          |

### Ciclismo

#### Pista
| Atleta                                                         | Evento                                    | Primera ronda      | Repechaje          | Segunda ronda      | Cuartos de final   | Semifinales        | Final              |
| Atleta                                                         | Oponente Resultado                        | Oponente Resultado | Oponente Resultado | Oponente Resultado | Oponente Resultado | Oponente Resultado | Oponente Resultado |
| -------------------------------------------------------------- | ----------------------------------------- | ------------------ | ------------------ | ------------------ | ------------------ | ------------------ | ------------------ |
| Franco Cacioni Domingo Rivas Arsenio Chirinos Antonio Montilla | Persecución 4.000 m por equipos masculino | Austria (AUT) · P  | No avanzó          | No avanzó          | No avanzó          | No avanzó          | No avanzó          |

#### Ruta
| Atleta                                                          | Evento                             | Posición    | Tiempo      |
| --------------------------------------------------------------- | ---------------------------------- | ----------- | ----------- |
| Franco Caccioni                                                 | Ruta individual (195 km) masculino | No finalizó | No finalizó |
| Domingo Rivas                                                   | Ruta individual (195 km) masculino | No finalizó | No finalizó |
| Arsenio Chirinos                                                | Ruta individual (195 km) masculino | No finalizó | No finalizó |
| Antonio Montilla                                                | Ruta individual (195 km) masculino | No finalizó | No finalizó |
| Franco Caccioni Domingo Rivas Arsenio Chirinos Antonio Montilla | Ruta por equipos masculino         | No finalizó | No finalizó |

### Equitación
| Atleta                                 | Caballo                    | Evento           | Primera ronda | Primera ronda | Segunda ronda | Segunda ronda | Final      | Final      |
| Atleta                                 | Caballo                    | Evento           | Tiempo        | Pos.          | Tiempo        | Pos.          | Tiempo     | Pos.       |
| -------------------------------------- | -------------------------- | ---------------- | ------------- | ------------- | ------------- | ------------- | ---------- | ---------- |
| Víctor Molina                          | Tamanaco                   | Salto individual | 108.5         | n/f           | Eliminado     | Eliminado     | Eliminado  | Eliminado  |
| Josué Rivas                            | Murachi                    | Salto individual | 108.5         | n/f           | Eliminado     | Eliminado     | Eliminado  | Eliminado  |
| Roberto Moll                           | Sorocaima                  | Salto individual | 108.5         | n/f           | Eliminado     | Eliminado     | Eliminado  | Eliminado  |
| Víctor Molina Josué Rivas Roberto Moll | Tamanaco Murachi Sorocaima | Salto en equipo  | 325.5         | n/f           | Eliminados    | Eliminados    | Eliminados | Eliminados |

### Tiro
| Atleta                 | Evento                          | Final  | Final |
| Atleta                 | Evento                          | Tiempo | Pos.  |
| ---------------------- | ------------------------------- | ------ | ----- |
| Carlos Monteverde      | Pistola rápida, 25 m            | 572    | 10    |
| Carlos Crassus         | Pistola rápida, 25 m            | 555    | 20    |
| Héctor de Lima Polanco | Pistola libre, 50 m             | 511    | 24    |
| José Bernal            | Pistola libre, 50 m             | 508    | 25    |
| Juan Llabot            | Rifle en tres posiciones, 50 m  | 1,118  | 32    |
| Juan Llabot            | Rifle en posición tendido, 50 m | 592    | 33    |
| Enrique Lucca          | Rifle en posición tendido, 50 m | 594    | 25    |
| Germán Briceño         | Tiro al ciervo                  | 375    | 9     |
| Franco Mignini         | Foso olímpico                   | 172    | 19    |
| Raúl Olivo             | Foso olímpico                   | 165    | 19    |